# Shailja Patel
Shailja Priya Patel (Nairobi, 1º gennaio 1970) è un'economista, poetessa e attivista keniana con cittadinanza statunitense.

## Biografia
Nata in Kenya da una famiglia di origine indiana, Shailja passa la sua infanzia nel paese africano, dove fa esperienza dalle conseguenze della globalizzazione sull'Africa, fondamentali tematiche della sua opera. Trasferitasi in Gran Bretagna, si è laureata in economia e scienze politiche, spostandosi poi negli Stati Uniti.
Nel 2008 pubblica Migritude I: When Saris Speak, raccolta poetica fondata sul concetto di "migritudine", condizione che caratterizza l'era globale presso le popolazioni del Sud del mondo: quella di Shailja è poesia in movimento
, nella quale, pensata per la recitazione-rappresentazione, è fondamentale l'apporto delle tonalità vocali e dei movimenti del corpo della poetessa.